# Graeme Bond
Pas d'image ? Cliquez ici

a Compétitions nationales et continentales officielles uniquement.

b Matchs officiels uniquement.
Dernière mise à jour le 30 octobre 2021.
 Graeme Stephen Geoffrey Bond, né le 21 mai 1974 dans les Îles du Duc-d'York (Papouasie-Nouvelle-Guinée), est un joueur de rugby à XV qui a joué avec l'équipe d'Australie. Il évoluait au poste de trois-quarts centre (1,80 m pour 95 kg).

## Carrière

### En club
- 1995-1998 : NSW Waratahs
- 1999-2002 : ACT Brumbies
- 2002-2004 : Sale Sharks

### En équipe nationale
Il a disputé son premier test match le 18 août 2001 contre l'équipe d'Afrique du Sud. Son dernier test match fut contre  l'équipe du Pays de Galles le 25 novembre 2001.

## Palmarès
- 5 test matchs avec l'équipe d'Australie en 2001
- 5 points (1 essai)